# Aisha Rocek
Aisha Rocek (Erba, 29 de diciembre de 1998) es una deportista italiana que compite en remo. Ganó tres medallas en el Campeonato Europeo de Remo entre los años 2019 y 2024.

## Palmarés internacional
| Campeonato Europeo | Campeonato Europeo | Campeonato Europeo | Campeonato Europeo |
| Año                | Lugar              | Medalla            | Prueba             |
| ------------------ | ------------------ | ------------------ | ------------------ |
| 2019               | Lucerna (Suiza)    | Medalla de bronce  | Dos sin timonel    |
| 2020               | Poznań (Polonia)   | Medalla de plata   | Cuatro sin timonel |
| 2024               | Szeged (Hungría)   | Medalla de bronce  | Ocho con timonel   |